# Delniščica

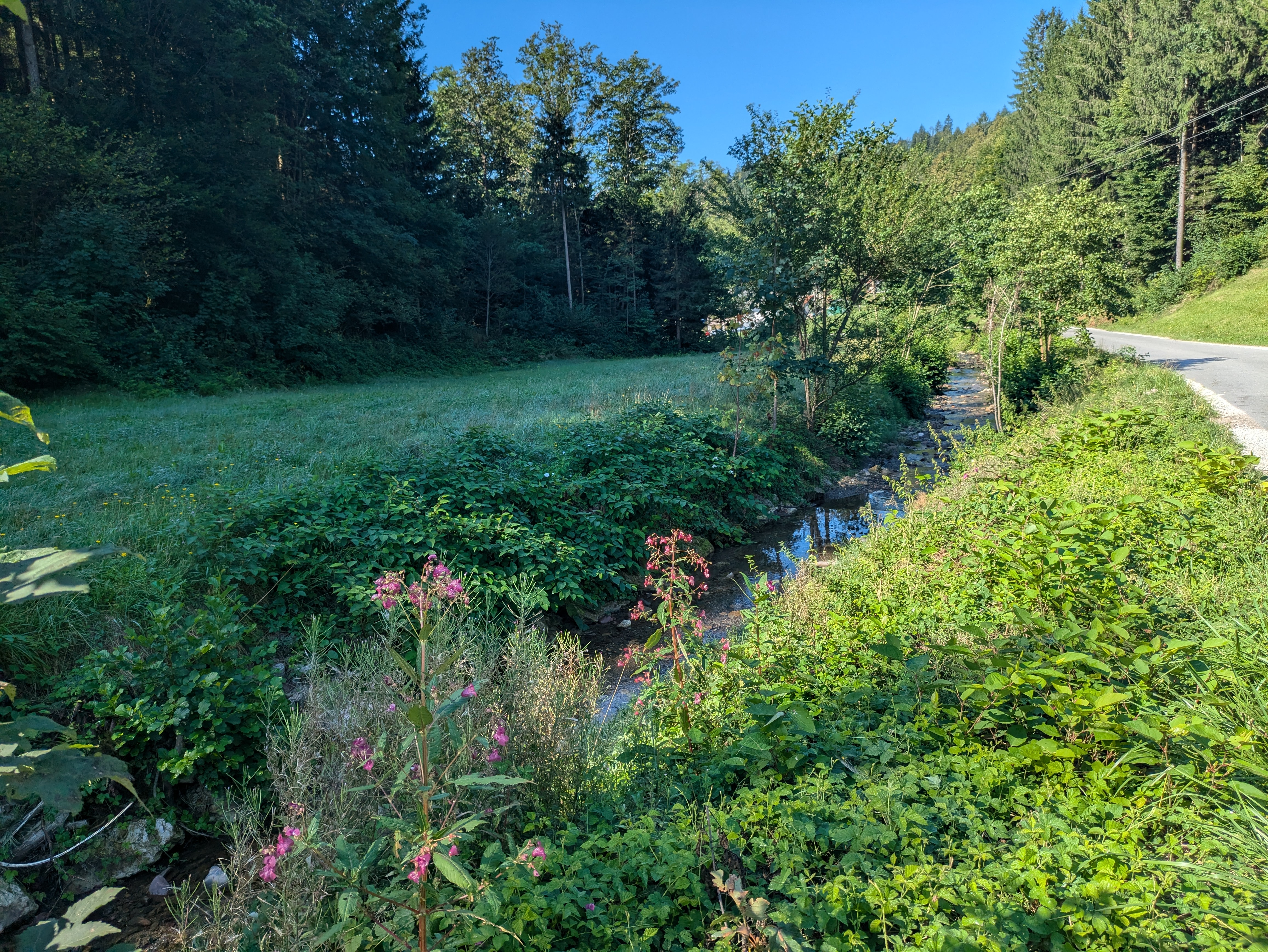
Floden Delniščica i Gorenja vas-Poljane 2024.

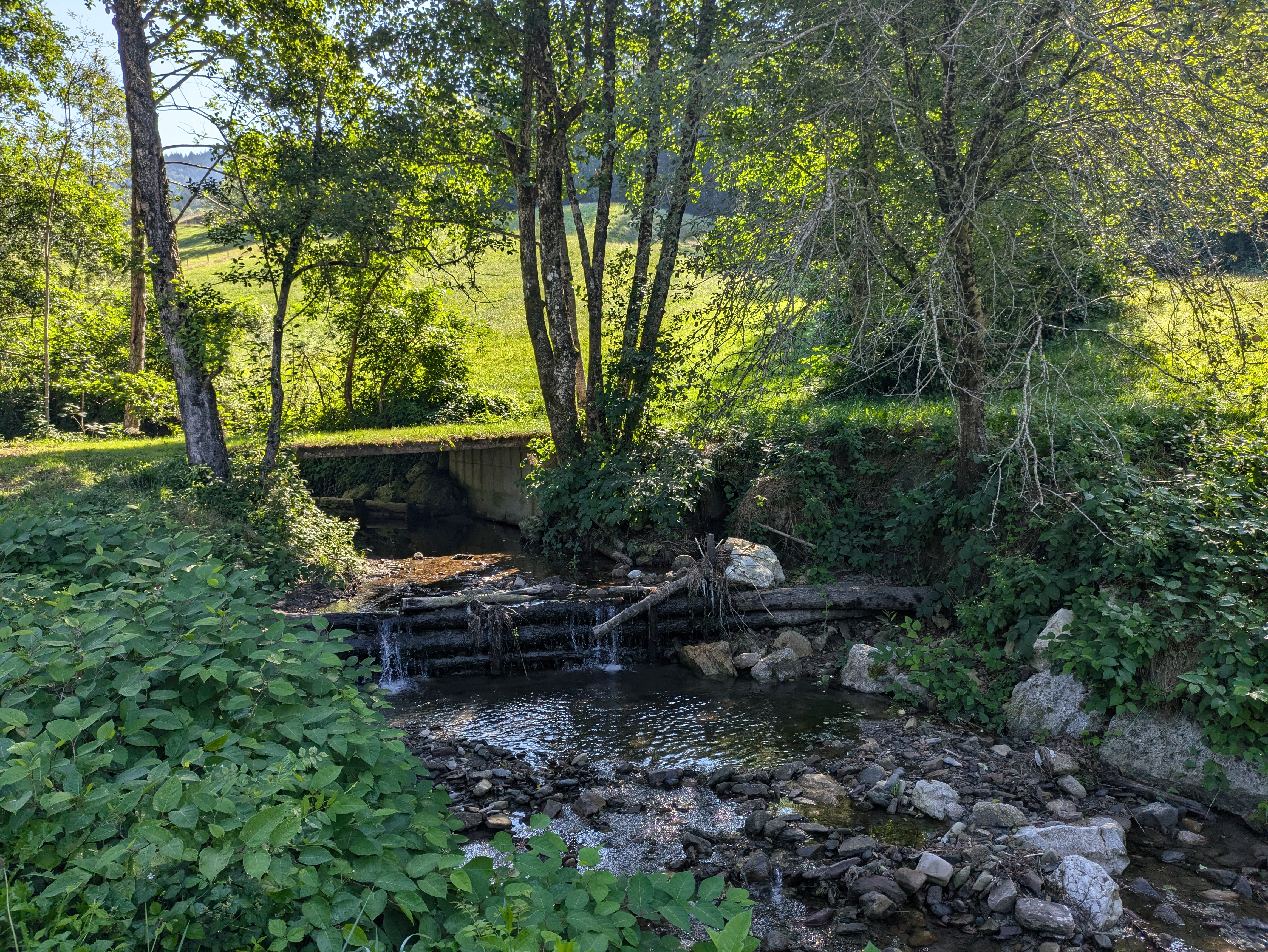
Litet vattenfall i floden Delniščica, augusti 2024.

Delniščica är ett biflöde till Sorafloden (slovenska: Selška Sora) (slovenska: Poljanska Sora), som passerar byn Delnice och går ihop med vattendraget Sevisnščica i Podobeno, strax norr om Volča pri Poljaneh i nordvästra Slovenien (Krain) och kommunen Gorenja Vas–Poljane. När de båda vattendragen går samman och rinner nedströms mot Poljane nad Škofjo Loko heter vattendraget Ločivnica. Samtliga är biflöden till Selška Sora.